# Lawrence Henry Gipson

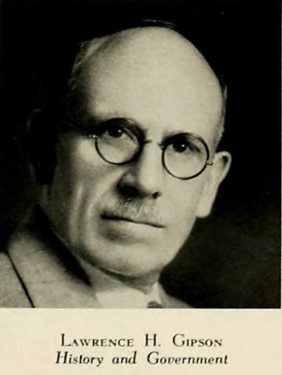
Lawrence Henry Gipson (1938)

Lawrence Henry Gipson (geboren am 7. Dezember 1880 in Greeley, Colorado; gestorben am 26. September 1971 in Bethlehem, Pennsylvania) war ein amerikanischer Historiker.
Gipson ist besonders für seine fünfzehnbändige Geschichte des Britischen Empire zur Zeit des Siebenjährigen Krieges (French and Indian War) und der amerikanischen Revolution bekannt (The British Empire before the American Revolution, erschienen 1936–1970). Er galt als einer der herausragenden Vertreter der sogenannten Imperial School der amerikanischen Historiographie, die eine objektivere Sicht der Revolution anregte und dabei letztlich eine pro-britisch geprägte Neuinterpretation der Ereignisse vorlegte. Zwar spielt Gipsons Interpretation der Revolution im geschichtswissenschaftlichen Diskurs heute kaum mehr eine Rolle, doch wird sein Werk wegen seiner Detailfülle zumindest als Nachschlagewerk geschätzt.

## Leben
Gipson, Sohn eines Journalisten, wuchs in Caldwell, Idaho, auf. Hier besuchte er die High School sowie die studienvorbereitende Academy of the College of Idaho, schloss aber keine der beiden Schulen ab. Nachdem er sich einige Zeit mit Gelegenheitsjobs durchgeschlagen hatte, besuchte er ab 1903 die University of Idaho (A. B. 1906). Nach seinem Abschluss dort gewann er eines der ersten Rhodes-Stipendien überhaupt, was ihm ein Studium an der Oxford University ermöglichte (B. A. 1907). In Oxford spielte er zunächst mit dem Gedanken, sich der Mediävistik zu verschreiben, doch beschloss er letztlich, sein Studium der Geschichte des britischen Weltreichs zu widmen. Der Grund für diese Entscheidung mag darin liegen, dass sich Gipson als Gaststudent aus der amerikanischen Provinz von der Gelehrsamkeit Oxfords nachhaltig beeindruckt zeigte und sich als ihrer würdig erweisen wollte.
Nach seiner Rückkehr in die USA heiratete Gipson 1909 Jeanette Reed und begann seine Lehrtätigkeit am College of Idaho. Nach einem einjährigen Stipendiatenaufenthalt als Farnham Fellow an der Yale University, wo er bei Charles McLean Andrews studierte, war er 1910–1924 Fachbereichsleiter und Professor für Geschichte und Politikwissenschaft am Wabash College in Crawfordsville, Indiana. 1918 promovierte er nach einem weiteren Forschungsjahr in Yale mit einer Arbeit über den Loyalisten Jared Ingersoll, wiederum betreut von Andrews. Nach ihrer Veröffentlichung wurde die Dissertation 1920 mit dem Justin Winsor Prize der American Historical Association ausgezeichnet. 1924 folgte Gipson einem Ruf an die Lehigh University in Bethlehem, Pennsylvania, der er bis zu seinem Tod 1971 verbunden blieb. Lehigh, gegründet als Ingenieurhochschule, sollte zu dieser Zeit zu einer Volluniversität erweitert werden. Gipson fiel dabei die Aufgabe zu, einen neuen Fachbereich für Geschichte und Politik aufzubauen, dem er bis 1946 vorstand. Als Bedingung für seine Zusage rang er der Universitätsleitung das Versprechen ab, nach getaner Arbeit bei seinem geplanten Werk über die amerikanische Revolution unterstützt zu werden.
Die Vorarbeiten zu diesem geplanten Werk führten Gipson immer weiter in die der Revolution vorausgegangenen Entwicklungen in den Kolonien und dem Britischen Weltreich als Ganzem. Aus dem geplanten Einleitungskapitel wurden schließlich neun Bände – als er 1961 den nunmehr zehnten Band seines Magnum Opus veröffentlichte, schrieb er im Vorwort, dass dies das Buch sei, das er vor vierzig Jahren zu schreiben gehofft hatte. Die ersten drei Bände von The British Empire before the American Revolution erschienen 1936–1939 noch beim Verlag seines Bruders in Idaho; mit dem vierten Band übernahm der renommierte Verleger Alfred A. Knopf die Reihe. Nachdem Gipson den Vorsitz der Geschichtsfakultät niedergelegt hatte, richtete die Lehigh University 1947 für ihn eine Forschungsprofessur ein, die ihn weitgehend seiner Lehrverpflichtungen entband. 1951–1952 lehrte er ein Jahr als Harmsworth Professor of American History an der Oxford University. 1952 wurde er emeritiert, die Lehigh University unterstützte ihn jedoch weiterhin bei der Fertigstellung der letzten Bände, indem sie ihm eine Stelle als research professor emeritus schuf. Finanzielle Unterstützung erhielt Gipson zudem durch die Rockefeller- und die Carnegie-Stiftung sowie nicht zuletzt durch seinen Verleger Alfred A. Knopf, für den The British Empire before the American Revolution ein absehbares Verlustgeschäft war; von keinem Band erschienen mehr als tausend Exemplare, ein großer Teil der Auflage ging an Bibliotheken. Während der jahrzehntelangen Arbeit an seinem Überblickswerk widmete sich Gipson nur selten anderen Projekten wie der Edition der Schriften des Siedlerpioniers Lewis Evans (1939). 1954 schrieb er für die Buchreihe The New American Nation des Verlagshauses Harcourt Brace den Band The Coming of the Revolution, 1763–1775, eine kurze Zusammenfassung seines Gesamtwerks.
Gipson erhielt in seiner akademischen Laufbahn Ehrendoktorwürden der Temple University (1947), der Lehigh University (1951) und der University of Idaho (1953). Für den sechsten Band von The British Empire before the American Revolution erhielt er 1948 den Loubat Prize der Columbia University, für den siebenten 1950 den Bancroft Prize, der zehnte Band wurde 1962 mit dem Pulitzer-Preis ausgezeichnet. 1969, kurz vor seinem Tod, widmete ihm die Fachzeitschrift Pennsylvania History ein ganzes Heft.
Gipson starb 1971 in Bethlehem, Pennsylvania. Sein gesamtes Vermögen vermachte er der Lehigh University, die mit diesen Mitteln das bis heute bestehende Lawrence Henry Gipson Institute for Eighteenth-Century Studies, einen Forschungsbereich zum 18. Jahrhundert, ins Leben rief.

## Werk

### Einordnung
Wurde die Revolution in der amerikanischen Geschichtsschreibung in der Tradition George Bancrofts, aber auch von britischen Whigs wie George Otto Trevelyan zuvor oftmals als heldenhafter Freiheitskampf gegen eine tyrannische Monarchie dargestellt, so hinterfragten gerade amerikanische Historiker ab 1900 zunehmend die ideologischen Prämissen und das nationalistische Pathos einer solchen Darstellung. Zu Beginn des Jahrhunderts bildeten sich zwei neuartige „Schulen“ der Geschichtsschreibung heraus: zum einen die Progressive School um Charles Beard, die die Revolution als Klassenkonflikt beschrieb, zum anderen die so genannte Imperial School um Charles McLean Andrews, Levi Osgood und George L. Beer, die eine entideologisierte, wissenschaftlich objektive Darstellung der Kolonialzeit einforderte. Damit einher ging zum einen eine Betonung der Institutionengeschichte (entgegen etwa einer ereignisgeschichtlichen oder biographischen Methode), zum anderen die Überzeugung, dass die Revolution nur im Gesamtgefüge des britischen Weltreichs dargestellt und gedeutet werden könne. Hatten sich die amerikanische Geschichtsschreibung seit ihren Anfängen bei Jeremy Belknap bis hin zu Bancroft und darüber hinaus fast ausschließlich auf amerikanische Archive verlassen, so erschlossen Andrews und später Gipson das einschlägige Material in Europa, insbesondere im Londoner Public Record Office. Während noch bei Andrews die objektive Darstellung der historischen Fakten durch eine quellenkritische Methodik Vorrang gegenüber ihrer Interpretation hatte, so zieht sich durch Gipsons Werk von Beginn an eine merklich probritische Tendenz; einige Rezensenten wie etwa Jackson Turner Main erklärten sich diese für einen amerikanischen Historiker merkwürdige Haltung nicht zuletzt mit der Vermutung, dass sich Gipson vielleicht zu sehr auf die englischen gegenüber den amerikanischen Archiven verlassen habe und die „offizielle“ britische Sicht letztlich auf ihn abgefärbt habe.
Robert Middlekauff sieht im probritischen Tenor Gipsons den entscheidenden Unterschied zu den Imperials der vorangegangenen Generation: hatte etwa Andrews das wirtschaftliche und politische Aufblühen der Kolonien glücklicher Fügung zugeschrieben, so war dies für Gipson ein Verdienst der britischen Regierung, die selbstlos und weitsichtig die weitere Entwicklung ihrer Kolonien bewusst geplant habe, zum Wohle der Kolonien wie des Empire als Ganzem. Gipson stellt die Idee eines salutary neglect auch in politischer Hinsicht in Frage. Während Andrews die herkömmliche Sicht teilte, dass das britische Parlament vor dem Siebenjährigen Krieg kaum in die inneren Angelegenheiten ihrer Kolonien eingegriffen habe, so beharrte Gipson darauf, dass derartige Eingriffe durchaus auch vor 1750 alltäglich waren und als selbstverständlich hingenommen wurden. Die Klagen der Revolutionäre über die nach 1750 eingeführten Restriktionen erscheinen Gipson daher als rhetorisches Manöver ohne jede faktische Grundlage.

### The British Empire before the American Revolution
The British Empire before the American Revolution ist ein umfassendes Überblickswerk über die wirtschaftliche, gesellschaftliche und politische Entwicklung des Britischen Weltreichs von 1748 bis 1776, unter besonderer Berücksichtigung der Kolonien in Nordamerika und ihrer Revolte, die 1776 in der Unabhängigkeitserklärung der Vereinigten Staaten gipfelte. Seinen Anspruch auf Vollständigkeit unterstrich Gipson mit eingestreuten Kapiteln über die Entwicklungen an der Peripherie des Weltreichs, etwa über Indien, Neufundland oder Gibraltar. Der erste der fünfzehn Bände stellt die politische Entwicklung der britischen Inseln dar, insbesondere die engere Bindung Irlands und Schottlands an England im Vereinigten Königreich (die, so Gipson, für die britische Kolonisierung Nordamerikas hätte Modell stehen können). Die Entwicklung der Kolonien bis zum Jahr 1748 ist Gegenstand der Bände II und III. Die Bände IV und V schildern die Vorgeschichte des Siebenjährigen Krieges, die Bände VI und VII den Kriegsverlauf. In den folgenden vier Bänden zeichnet Gipson nach, wie die Bestrebungen Großbritanniens, nach dem Pariser Frieden 1763 das Weltreich neu zu organisieren, zur amerikanischen Revolution und schließlich zum Verlust der Dreizehn Kolonien führten. Die letzten drei Bände bieten eine Zusammenfassung, einen historiographischen Überblick sowie eine ausführliche Bibliographie und Archivübersicht.
Aus Gipsons Werk spricht eine unverhohlene Bewunderung für das Empire – das Wappen des Vereinigten Königreichs ziert als Blindprägung die Buchdeckel aller 15 Bände; Band VI ist gar den „tausenden Soldaten von den Britischen Inseln“ gewidmet, die im „Großen Krieg für das Empire“ fielen und „hier in der Neuen Welt in unbekannten Gräbern liegen.“ Das Vereinigte Königreich sei gegen Mitte des 18. Jahrhunderts einzigartig in seiner Freiheitlichkeit gewesen; kein anderer Staat habe seinen Bewohnern ein solches Maß an Gewissens- und Pressefreiheit, lokaler Selbstverwaltung und Rechtssicherheit geboten, selbst denen in seinen Kolonien. Das Empire habe es vermocht, in einer pax britannica die verschiedensten Völker, Religionen, Kulturen und Mentalitäten friedlich miteinander in Einklang zu bringen. Nicht nur, dass sich nun auch die Kolonien der verfassungsmäßig verbürgten „englischen Freiheiten“ hätten erfreuen dürfen, dank einer vorausschauenden merkantilistischen Handelspolitik seien auch sie wirtschaftlich aufgeblüht.
Seinen Zenit erreichte das Empire mit dem Sieg im Siebenjährigen Krieg, als mit dem Pariser Frieden 1763 der Großteil des französischen Kolonialreichs an Großbritannien fiel. Den Ausgang des Krieges – für den Gipson die Bezeichnung „The Great War for the Empire“ prägte – wertet er als das eigentliche weltgeschichtliche Ereignis des 18. Jahrhunderts, da sich in diesem Konflikt das Schicksal Nordamerikas entschieden habe. Dass mit dem Sieg über Frankreich sichergestellt wurde, dass die Zukunft des Kontinents zumindest in Geist und Sprache englisch sein würde, war mithin entscheidender als der Ausgang der amerikanischen Revolution. Hatte die amerikanische Geschichtsschreibung zuvor den Krieg als Prolog zur Revolution geschildert, so stellte Gipson die Revolution stets als Folge des Krieges dar. Dabei stellt Gipson die Opfer in den Vordergrund, die Großbritannien für die Sicherheit seiner Kolonien erbrachte; der „Franzosen- und Indianerkrieg“ sei, anders als die amerikanische Geschichtsschreibung es oft darstellt, keineswegs ein Stellvertreterkrieg gewesen, der die Kolonien unversehens in ferne europäische Konflikte verwickelte, sondern vielmehr von Beginn an ein amerikanischer Krieg, verursacht durch die von materiellem Eigeninteresse getriebenen Vorstöße der Kolonisten ins von den Franzosen beanspruchte Hinterland jenseits der Appalachen. Aus eigener Kraft hätten sich die Kolonien jedoch nie der französischen Übermacht erwehren können, so dass sie sich auf die Unterstützung durch das Mutterland verließen.
Die britische Politik gegenüber ihren Kolonien nach 1763 rechtfertigt Gipson gleichfalls im Hinblick auf die enormen militärischen und schließlich auch finanziellen Anstrengungen, die sie im Krieg zu ihrer Verteidigung unternommen hatte. So zeichnet er etwa in Band X detailliert Kolonie für Kolonie nach, wie die einzelnen Kolonien für ihren Anteil an den Kriegszügen aus der britischen Staatskasse großzügig entschädigt wurden. Bereits 1931 hatte er in einem Artikel die zügige Entschuldung der Kolonie Connecticut dargestellt und war dabei zum Schluss gelangt, dass diese Kolonie letztlich durch eine systematische Bilanzfälschung zuungunsten des Board of Trade in der Nachkriegszeit sogar mehr Gelder aus der Londoner Staatskasse abgezweigt hatte, als ihr zustand. Während die britische Staatsschuld durch die Zinsen auf die Kriegsanleihen in ungekannte Höhen schnellte und die britische Bevölkerung durch immer neue Steuern schwer belastet wurde, waren die Kolonien schon um 1765 weitgehend schuldenfrei. Handelseinschränkungen wie die verschiedenen Navigationsakten und Zoll- und Steuergesetze wie der Sugar Act 1764 und der Stamp Act 1765, mit denen die britische Regierung nun auch die Kolonien besteuerte, erscheinen ihm keineswegs unverhältnismäßig: „Angesichts des beeindruckenden Wachstums der nordamerikanischen Kolonien“, so Gipson, sei es wohl kaum vermessen zu folgern, dass diese Einschränkungen den Aufstieg der Kolonien kaum ernsthaft beeinträchtigt hätten. Die verfassungsrechtlichen Einwände (no taxation without representation) der Kolonisten wies Gipson als nicht stichhaltig zurück. Zur vermeintlichen „Unterdrückung“ der Kolonisten bemerkte er:

„The reader should not be misled by some of the pronouncements of colonials in their perfectly legitimate striving for political equality after 1763. For when they branded the conduct of the government of Great Britain as tyrannical, this accusation came, it must be remembered, from lips and pens of people who had become the freest, most enlightened, most prosperous, and most politically experienced of all colonials in the world of the eighteenth century. The very fact that such statements could be freely printed and circulated was surely not evidence of British tyranny but rather of British indulgence and the flowering within the Empire of ideas of English liberty.“

„Der Leser sollte sich nicht von den Behauptungen einiger Kolonisten irreführen lassen, die nach 1763 in vollkommen legitimer Weise nach politischer Gleichstellung strebten. Denn wenn sie die Regierung Großbritanniens als Tyrannei geißelten, muss man bedenken, dass diese Anschuldigung aus dem Munde und den Schriften von Männern kam, die unter allen Kolonisten die freiesten, aufgeklärtesten, wohlhabendsten und politisch erfahrensten waren. Die bloße Tatsache, dass solche Meinungen gedruckt und verbreitet werden konnten, ist sicherlich kein Ausweis britischer Tyrannei, sondern vielmehr von britischer Nachsicht, ein Zeichen, dass die Idee der englischen Freiheiten auch im [erweiterten] Empire Früchte trug.“

Besehe man sich die führenden Revolutionäre (etwa James Otis Jr. oder Patrick Henry), so würde deutlich, dass die Revolution von den Händlereliten der Hafenstädte und der quasiaristokratischen Pflanzerklasse befeuert wurde, denen mindestens so sehr an Besitzstandswahrung wie an den vorgeschobenen politischen Freiheiten gelegen war. Die steuerlich privilegierten Amerikaner weigerten sich mithin aus Eigennutz, auch nur eine im Vergleich zum Mutterland denkbar geringe Steuerlast zu akzeptieren und so einen Teil der Verantwortung für das ganze Empire zu übernehmen. Die Treulosigkeit der amerikanischen Händlerklasse gegenüber dem Mutterland unterstrich Gipson auch mit lapidaren Ausführungen darüber, wie diese gerade während des Krieges durch verbotenen Handel mit dem Kriegsfeind Frankreich ihren Wohlstand gemehrt hatte. In seinem Résumé schrieb Gipson 1967, dass er nach all den Jahren der Forschung zu der Schlussfolgerung gelangt sei, dass die amerikanischen Kolonisten „nicht revoltierten, um eine neue soziale Ordnung zu erschaffen, sondern um sich von Einmischungen seitens der britischen Regierung zu befreien,“ was sie jedoch erst wagten, als das Mutterland sie unter großen Anstrengungen vor der Bedrohung durch die Franzosen gerettet hatte.
Der Historiker John Shy sieht die Kolonisten in Gipsons Schilderung so nicht nur als „undankbare Kinder“ dargestellt, die endlosen Querelen, die die dreizehn Bände füllten, vermittelten ihm sinnbildlich die schiere Unmöglichkeit, eine rationale Erklärung für die Revolution zu formulieren:

„Seine Geschichten führen dem Leser eindringlich die Widerspenstigkeit der amerikanischen Kolonisten vor; Gipson war fasziniert von den Beziehungen zwischen den Kolonien, und zwischen den Regionen innerhalb der Kolonien. Er schilderte die Geschichte von Land- und Grenzstreitigkeiten, Pachtkonflikten und Steuereintreibern, bis sich das vorrevolutionäre Amerika nachgerade als Anarchie darstellt […]. Nie zuvor hat ein Historiker so überzeugend dargestellt, dass die Amerikaner wahnsinnig waren, dass ihre Wut in keinem Verhältnis zu den Missständen, ihre Ängste zu den Gefahren, stand; […] die Amerikanische Revolution muss mithin, zumindest was ihren Anlass angeht, als Groteske angesehen werden.“

Zum Abschluss der Reihe sinnierte Gipson schließlich über kontrafaktische Spekulationen wie die Fragen, ob sich die Revolution hätte abwenden lassen und ob die USA – ähnlich wie später Kanada oder Australien – in einer Art Commonwealth nicht auch in einem weltumspannenden englischsprachigen Empire ein Auskommen gefunden hätten.

### Rezeption
Gipsons Stellung in der amerikanischen Geschichtswissenschaft stellt sich zwiespältig dar: zwar wurden seine Verdienste, insbesondere seine Rechercheleistung in staubigen Archiven, von seinen Rezensenten allgemein anerkannt und gewürdigt; Michael Kammen bezeichnete Gipson 1966 in einer Rezension gar als „Doyen der anglo-amerikanischen Historiker.“ Andererseits stellte etwa Bernard Bailyn fest, dass das „Monument“, das Gipson geschaffen habe, „keinen Schatten wirft.“ Ein Grund dafür, dass Gipsons Name im geschichtswissenschaftlichen Diskurs schon zu Lebzeiten kaum fiel, mag zum einen sein, dass seine Thesen unter der schieren Masse von Details kaum auszumachen waren, bevor Gipson sie 1966 im Band XIII zusammenfasste. Doch als er seine Reihe abschloss, erschien sie auch aus inhaltlichen und methodischen Gründen bereits veraltet, Gipson als Vertreter der Imperial School als „Letzter seiner Art“.
Der Hauptgrund für diese verhaltene Resonanz ist jedoch Gipsons unverhohlene Begeisterung für den britischen Imperialismus. Seine probritische Neuinterpretation der amerikanischen Kolonialzeit ist merklich vom Zeitgeist der Mitte des 20. Jahrhunderts geprägt, als eine neuerliche Allianz der englischsprachigen Nationen in den beiden Weltkriegen und darüber hinaus eine neue „angelsächsisch“ dominierte Ära der Weltgeschichte einzuleiten versprach. Schon in den 60er Jahren erschien sein Lobpreis des Empire jedoch merklich unzeitgemäß. Umspannte das zweite Britische Empire bei Erscheinen des ersten Bandes von The British Empire before the American Revolution 1936 noch große Teile des Globus, so hatte es sich beim Abschluss der Reihe in den späten 1960er Jahren weitgehend aufgelöst.
Nicht nur mit der politischen Entwicklung, sondern auch mit methodischen und theoretischen Entwicklungen in der Geschichtswissenschaft vermochte Gipson kaum Schritt zu halten. Seine abschließende Betrachtung der Gründe der Revolution schrieb er 1967, just in dem Jahr, da mit Bernard Bailyns The Ideological Origins of the American Revolution eine diametral entgegengesetzte Interpretation der Revolution erschien, die den geschichtswissenschaftlichen Diskurs um die Revolution seither prägt. Hatte Gipson wie englische Tory-Historiker vor ihm die Revolution als im Grunde konservative Bewegung gekennzeichnet, so betonen die „Neo-Whigs“ wie Bailyn gerade den innovativen oder gar radikalen Charakter der Gesellschaftskonzeption, die aus der Revolution erwachsen sei. Bailyn warf Gipson in seiner Rezension des XII. Bandes vor, diesen ideologischen Hintergrund als treibende und formende Kraft der Revolution vollkommen zu vernachlässigen. Zwar nahm Gipson Bailyns Arbeiten im historiographischen Überblick im Folgeband darauf kurz zur Kenntnis, doch warfen ihm Kritiker weiterhin vor, sich nicht mit diesen und anderen neuen Erklärungsansätzen zur Revolution (wie etwa denen der „neuen Sozialgeschichte“ der 1960er Jahre) auseinanderzusetzen. Francis Jennings etwa, der 1988 eine ethnohistorisch ausgerichtete Geschichte des Siebenjährigen Krieges in Amerika vorlegte, kritisierte Gipson im vorangestellten Forschungsüberblick scharf für seine probritische Tendenz, seine Herabwürdigung des quäkerischen Pazifismus in den Kapiteln über Pennsylvania sowie für seine mutwillige Vernachlässigung der Indianer als Akteure; insgesamt enthielten die 15 Bände von The British Empire before the American Revolution eine „beunruhigende Menge falscher Informationen.“

## Werke
Eine vollständige Bibliographie aller Veröffentlichungen Gipsons bis zum Jahr 1969 findet sich bei:
- Jean M. Stauffer: The Writings of Lawrence Henry Gipson. In: Pennsylvania History, Band 36, 1969, Heft 1, S. 70–79.

Im Folgenden sind alle in Buchform erschienenen Werke Gipsons aufgeführt:
The British Empire before the American Revolution (15 Bände, 1936–1970; Band 1–3: Caxton Printers, Caldwell, Idaho; Band 4–15: Alfred A. Knopf, New York)
- I: Great Britain and Ireland (1936)
- II: The Southern Plantations (1936)
- III: The Northern Plantations (1936)
- IIV: Zones of International Friction: North America, South of the Great Lakes Region, 1748–1754 (1939)
- V: Zones of International Friction: The Great Lakes Frontier, Canada, the West Indies, India, 1748–1754 (1942)
- VI: The Great War for the Empire: The Years of Defeat, 1754–1757 (1946)
- VII: The Great War for the Empire: The Victorious Years, 1758–1760 (1949)
- VIII: The Great War for the Empire: The Culmination, 1760–1763 (1954)
- IX: The Triumphant Empire: New Responsibilities within the Enlarged Empire, 1763–1766 (1956)
- X: The Triumphant Empire: Thunderclouds Gather in the West, 1763–1766 (1961)
- XI: The Triumphant Empire: The Rumbling of the Coming Storm, 1766–1770 (1965)
- XII: The Triumphant Empire: Britain Sails into the Storm, 1770–1776 (1965)
- XIII: The Triumphant Empire. Part I: The Empire beyond the Storm, 1770–1776; Part II: A Summary of the Series; Part III: Historiography (1967)
- XIV: A Bibliographical Guide to the History of the British Empire, 1748–1776 (1969)
- XV: A Guide to Manuscripts Relating to the History of the British Empire, 1748–1776 (1970)

Andere
- Jared Ingersoll: A Study of American Loyalism in Relation to British Colonial Government. Yale University Press, New Haven 1920.
- Lewis Evans. The Historical Society of Pennsylvania, Philadelphia, 1939.
- (Hrsg.): The Moravian Indian Mission on White River. Indiana Historical Bureau, Indianapolis 1938.
- “Some Reflections upon the American Revolution” and Other Essays in American Colonial History. Lehigh University Press, Bethlehem PA 1942.
- “The American Revolution as an Aftermath of the Great War for the Empire, 1754–1763”, and Other Essays in American Colonial History. Second Series of Essays. Lehigh University Press, Bethlehem PA 1950.
- The British Empire in the Eighteenth Century: Its Strengths and Its Weakness. Oxford University Press, Oxford 1952.
- The Coming of the Revolution, 1763–1775. Harper & Brothers, New York 1954.

Den Nachlass und die Bibliothek Gipsons verwahrt das Lawrence Henry Gipson Institute der Lehigh University in Bethlehem, Pennsylvania.